# Čavoj
Čavoj este o comună slovacă, aflată în districtul Prievidza din regiunea Trenčín. Localitatea se află la altitudinea de 580 m deasupra n.m., se întinde pe o suprafață de 15,25 km2 și în 2017 număra 491 de locuitori.

## Istoric
Localitatea Čavoj este atestată documentar din 1364.

## Demografie
| An:                | 1994 | 2004    | 2014    | 2024   |
| ------------------ | ---- | ------- | ------- | ------ |
| Număr de persoane: | 696  | 577     | 506     | 497    |
| Diferență:         |      | −17,09% | −12,30% | −1,77% |

| An:                | 2023 | 2024   |
| ------------------ | ---- | ------ |
| Număr de persoane: | 502  | 497    |
| Diferență:         |      | −0,99% |